# SO Armée
Der Société Omnisport de l’Armée Football, auch bekannt als SO Armée oder einfach SOA, ist ein ivorischer Fußballverein aus Yamoussoukro. Aktuell spielt der Verein in der ersten  Liga des Landes, der Ligue 1.

## Erfolge
- Ivorischer Meister: 2018/19
- Ivorischer Vizemeister: 1995, 1997, 2023
- Ivorischer Pokalsieger: 1996
- Ivorischer Pokalfinalist: 2006
- Ivorischer Supercupsieger: 1996, 2019
- Ivorischer Ligapokalsieger: 2013/14

## Stadion
Der Verein trägt seine Heimspiele im Stade Charles Konan Banny in Yamoussoukro aus. Das Stadion hat ein Fassungsvermögen von 20.000 Personen.

## Trainer
| Trainer           | Nation          | von               | bis               |
| ----------------- | --------------- | ----------------- | ----------------- |
| Maxime Gouaméné   | Elfenbeinküste  | 1. Juli 2013      | 30. Juni 2015     |
| Jean-Baptiste Aka | Elfenbeinküste  | 1. Juli 2019      | 3. Dezember 2019  |
| Siaka Traoré      | Elfenbeinküste  | 4. Dezember 2019  | 30. Dezember 2021 |
| Paulinho          | Angola Portugal | 30. Dezember 2021 | 30. Juni 2022     |
| Jalal Radwan      | Libanon         | 1. Juli 2022      | 27. Dezember 2023 |